# Oleg Leonidowitsch Tschernikow
Oleg Leonidowitsch Tschernikow (russisch Олег Леонидович Черников; * 15. Oktober 1936 in Gorki; † 6. Februar 2015 in Nischni Nowgorod) war ein russischer Schachspieler. 
Sein größter Erfolg war der Gewinn der Seniorenweltmeisterschaft im Schach 2000 in Rowy.
Den Titel Internationaler Meister erhielt er 1985, den Großmeistertitel aufgrund des Gewinns der Seniorenweltmeisterschaft 2000.
Seine höchste Elo-Zahl war 2472 im Juli 2001. Die russische Einzelmeisterschaft der Senioren konnte er 1997 in Schaworonki, 2000 in Kratowo und 2010 in Lesnoi Gorodok gewinnen.
Bei der Europa-Mannschaftsmeisterschaft der Senioren 2006 gewann Tschernikow den Titel mit Dostoinstvo Moskau (GM Jewgeni Wassjukow, Juri Schabanow, Oleg Tschernikow und IM Boris Archangelski).
Als Trainer unterrichtete er unter anderem Alexander Baburin.